# Hoheneichen-Verlag
Der Hoheneichen-Verlag war ein während des Ersten Weltkriegs im Jahre 1915 von Dietrich Eckart gegründeter Verlag, dessen Firmensitz in Wolfratshausen bei München sowie in München-Schwabing lag. Verlegt wurde insbesondere national schöngeistiges, völkisches und extrem rechtes Schrifttum. Der Verlag, dem es von Beginn an wirtschaftlich äußerst schlecht ging, wurde im Mai 1929 vom Parteiverlag der NSDAP, dem Franz-Eher-Verlag, übernommen. Da der Name „Hoheneichen-Verlag“ beibehalten wurde, konnte somit für Außenstehende der Eindruck entstehen, dass dessen Publikationen nicht im Eher-Verlag erschienen sind; der Verlag wurde nicht unmittelbar als Parteiverlag wahrgenommen. Im Oktober 1938 vereinbarten Max Amann und der Parteiideologe Alfred Rosenberg den Verlag dafür zu nutzen, die wissenschaftlichen und kulturpolitischen Schriften der Dienststelle Rosenberg sowie die zu erwartenden Schriften der geplanten „Hohen Schule“ zu publizieren. Ferner legten beide im Juni 1939 fest, das Unternehmen zum „weltanschaulich-wirtschaftlichen Verlag der NSDAP“ auszubauen, in dem Rosenbergs Schriften und drei Schriftenreihen seiner Reichsstelle verlegt werden sowie eine Prüfung der Produktion durch das Amt Rosenberg stattfindet. Während des Zweiten Weltkriegs wurde der Verlag öffentlich als „Verlag der Hohen Schule“ gekennzeichnet. Publiziert wurde bis in das Jahr 1944, zum Ende hin vor allem Schriften zur nationalsozialistischen Europapolitik und Ostpolitik. Nach Kriegsende stellte der Verlag – wie auch andere NS-Verlage – seine Tätigkeit ein.

## Gründungsphase
Den Startpunkt des Verlags markierte das Feld der Dichtung. Im Jahre 1916 veröffentlichte Eckart in seinem neu gegründeten Verlag das Buch Henrik Ibsens Peer Gynt. Noch vor seinem Umzug nach München-Schwabing im Sommer 1915 hatte Eckart auf der Schloßstraße zu Steglitz den Herold-Verlag gegründet, in dem er sein Bühnenstück Peer Gynt in einer „freien Übertragung“ veröffentlichen wollte. Seine Identifikation mit dieser Figur ging so weit, dass er in jener Zeit auf seinen Briefbögen anstatt seines eigenen Namens den Namen „Peer Gynt“ drucken ließ. Allerdings erntete sein „Peer Gynt“ ebenso scharfen Widerspruch, wie sein Schauspiel Heinrich der Hohenstaufe, das im Januar 1915 im Königlichen Schauspielhaus aufgeführt wurde. Eckart nannte seine Kritiker fortan „die Krummen“. Auf dem Hintergrund dieser Ereignisse fand während des Ersten Weltkriegs die Gründung des Hoheneichen-Verlags statt. Passend zu den historischen Ereignissen in Deutschland und zu Eckarts Leidenschaft für die Dichtung publizierte der Verlag im Jahre 1917 eine „Kriegsrede“ von Walter Stohmann. Nach Kriegsende und dem Beginn der Weimarer Republik folgte Eckarts Tragödie Lorenzaccio im Jahre 1918, 1919 seine Einführung in Ibsens „Peer Gynt“ und in Griegs Musik zu der Dichtung sowie seine antisemitische „Laienpredigt“ unter dem Haupttitel Das ist der Jude! In diese Zeit fällt auch eine erste wirtschaftskritische Veröffentlichung des Verlages mit dem Titel Die Rettung des Mittelstandes. die von Johannes Dingfelder unter dem Pseudonym „Germanus Agricola“ publiziert wurde. Dingfelder, auf dessen Parole „Schafft billige Lebensmittel!“ sich in der Nachfolgezeit die NSDAP in ihren Resolutionen zur Ernährungs- und Versorgungsfrage berief, ging es in erster Linie um eine „sittliche Idee im Wirtschaftsleben“ und Überwindung des Kapitalismus, den er in seiner Position gegenüber dem Arbeiter und Mittelstand als ausbeuterisch wahrnahm.

## Weimarer Republik

### Frühe Mitwirkung des NSDAP-Ideologen Alfred Rosenberg
Die Geschichte von Publikationen, die in der Firmengeschichte des Verlags populär wurden, begann indessen mit der Veröffentlichung von Dietrich Eckarts Wochenschrift „Auf gut deutsch“, die den Untertitel „Wochenschrift für Ordnung und Recht“ trug, finanziell von dem Chemiker und Fabrikanten Gottfried Grandel unterstützt und zwischen Dezember 1918 und Mai 1921 im Hoheneichen-Verlag verlegt wurde. Die von Eckart wahrgenommene Polarität zwischen einem „deutschen und jüdischen Wesen“ wurde zum zentralen Thema dieser Zeitschrift; ebenso seine Front gegen die Vertreter der Weimarer Republik. Aufnahme in dieses Blatt fand im Besonderen die ursprünglich christliche Idee von einem „Dritten Reich“, die in jener Zeit von Eckart zur Konstruktion einer konkreten politischen Utopie funktionalisiert wurde. Hauptmann Karl Mayr ließ diese Zeitschrift für die politische Schulung in der Reichswehr verteilen. Der spätere NSDAP-Parteiideologe Alfred Rosenberg, der – neben Karl Graf von Bothmer, Richard Euringer und Gottfried Feder – ab April 1919 in dieser Zeitschrift publizierte, spielte in der Verlagsgeschichte neben Eckart eine herausragende Rolle. Bereits in der Zeit der Weimarer Republik hatte Rosenberg Bücher im Hoheneichen-Verlag veröffentlicht. Seine erste Publikation in diesem Verlag erfolgte 1921 mit der Übersetzung einer erstmals 1869 veröffentlichten antisemitischen Schrift von Gougenot des Mousseaux. Die Veröffentlichung dieser Schrift fand im Rahmen einer Serie von eigenen schriftlichen Produktionen statt, die er sowohl im Deutschen Volksverlag von Ernst Boepple, in dem gleichsam auch Eckart publizierte, als auch im Hoheneichen-Verlag verlegen ließ. Der Schwerpunkt dieser Schriften lag bei seinem Feindbild des „jüdischen Bolschewismus“, das er mit Eckart teilte und das er von Beginn an mehrfach der Öffentlichkeit preisgab: Die Spur des Juden im Wandel der Zeiten (1920, Boepple), Das Verbrechen der Freimaurerei (1921, Hoheneichen), Pest in Rußland! (1922, Boepple) sowie Die Protokolle der Weisen von Zion und die jüdische Weltpolitik (1923, Boepple; ab 1933 Hoheneichen).

### Publikationen um das Todesjahr des Verlagsgründers
Kurz vor seinem Tod im Dezember 1923 publizierte Dietrich Eckart seine Komödie Familienväter in der dritten Auflage. In diesem Stück, das er bereits 1904 in einem Berliner Verlag veröffentlicht hatte, versuchte Eckart, die Abhängigkeit seiner Protagonisten von der Macht des Geldes zu verulken; insbesondere dann, wenn sie sich darauf beriefen, Familienväter zu sein. 1925 wurde postum Eckarts letzte, unvollendete Schrift Der Bolschewismus von Moses von seinen Anfängen bis Lenin mit dem Untertitel „Zwiegespräch zwischen Adolf Hitler und mir“ publiziert. Thema dieses Pamphlets, in dem Theodor Fritsch einer der meistzitierten Autoren ist und das vor Hinweisen auf die Bibel strotzt, ist Eckarts Glaube an einen Wesenszusammenhang zwischen Bolschewismus und Judentum. Inhaltlich stimmten die in dieser Broschüre zum Ausdruck gebrachten Gedanken weitgehend mit denen überein, die Rosenberg bereits in den Jahren zuvor veröffentlichte. Umstritten ist, ob der vorgeführte Dialog zwischen Eckart und Hitler auf Tatsachen beruht. Hitler, der Eckart den zweiten Teil des erstmals im Juli 1925 publizierten ersten Bandes seines Buches Mein Kampf widmete, hatte sich indessen von dieser Schrift nie distanziert. Ebenfalls 1925 wurde der Zukunftsroman Des Götzen Moloch Ende des weithin unbekannten Autors Alfred Reifenberg im Hoheneichen-Verlag verlegt. Das erdichtete Thema des Buches ist die Erlösungsbedürftigkeit des „deutschen Volkes“, verbunden mit der Hoffnung auf eine politische Führergestalt, die dem Soldatenstand entstammt, „das Parteiengezänk“ beendet und mit Gewalt eine politische Ordnung wiederherstellt. Dasselbe Motiv der Führersehnsucht hatte Dietrich Eckart bereits 1918 der Dominikaner-Figur in seiner Tragödie Lorenzaccio angedichtet.

### Auf dem Weg zu Rosenbergs Parteiverlag der NSDAP
Die Veröffentlichung der Schriften aus dem Jahre 1925 fand zu einem Zeitpunkt statt, als sich Eckarts Erben noch um den Hoheneichen-Verlag stritten und der Büchermarkt in Deutschland zusammenbrach. Zunächst wurden keine Schriften mehr verlegt. Nachdem der Verlag von Hugo Bruckmann, wie Rosenberg im Vorwort anmerkte, ihn bat, „eine Schrift über H. St. Chamberlain und sein Werk zu verfassen“, wurde diese im Frühjahr 1927 dort mit dem Titel Houston Stewart Chamberlain als Verkünder und Begründer einer deutschen Zukunft veröffentlicht; 1928 publizierte er zudem Werkauszüge aus Dietrich Eckarts Schriften im Eher-Verlag. Erst im Oktober 1930 – rund anderthalb Jahre nach der Übernahme des Hoheneichen-Verlags durch den Eher-Verlag – folgte sein rassentheoretisches politisches Buch Der Mythus des 20. Jahrhunderts, das zur populärsten und auflagenstärksten Publikation des Hoheneichen-Verlags wurde. Bis Ende 1944 stieg die Auflagenzahl des „Mythus“ auf 1,1 Millionen Exemplare. In scheinbarer Distanz zur NSDAP und zum Eher-Verlag deklarierte Rosenberg das Buch in der Einleitung als „Privatarbeit“ und dessen Aussagen als „persönliche Bekenntnisse“. Ab etwa 1931, gegen Ende der Weimarer Republik, hatten antidemokratische Schriften – wie der „Mythus“ – gegenüber demokratischen und marxistischen Veröffentlichungen in der deutschen politischen Literatur allgemein ein deutliches Übergewicht. Nationale und völkische Verlage, zu denen neben dem Hoheneichen- und Eher-Verlag unter anderem auch die Hanseatische Verlagsanstalt, der Verlag Gerhard Stalling, Langen Müller Verlag und Staackmann-Verlag sowie die Verlage von Theodor Fritsch, Julius Friedrich Lehmann und Georg Westermann zählten, waren keineswegs erfolglos. Zulauf erhielt in jenen Tagen auch Rosenbergs Kampfbund für deutsche Kultur, der einen Entwurf für die geplante Zeitschrift „Volk und Rasse“ im Hoheneichen-Verlag anfertigen ließ. Drucken ließ der „Kampfbund“ über den Verlag zwischen 1932 und 1935 indessen insgesamt vier Auflagen der Zeitschrift Deutsche Bühnenkorrespondenz (danach Verlag der DAF).

## Nationalsozialismus

### Offensive gegen das Christentum und Judentum
Ein Jahr nach der „Machtergreifung“ veröffentlichte Rosenberg mit dem Sonderdruck Die Religion des Meister Eckehart zunächst einen Auszug aus seinem „Mythus“. Diesem Buch ist zu entnehmen, dass es in der „F.B. Weiß'sche Buchdruckerei“ produziert wurde, die sich in der Liebherrstraße 5 in München befand und auch für den Eher-Verlag druckte. Einen bedeutsamen Teil der Produktion des Hoheneichen-Verlags machten in den nächsten Jahren Schriften aus, die mit einem religiösen Akzent eine Offensive sowohl gegen das Judentum als auch gegen ein nicht-rassisch gedeutetes Christentum entsprechend der Ideologie von Rosenberg zum Ausdruck brachten. In Reaktion auf die Kritik an sein Buch Der Mythus des 20. Jahrhunderts publizierte Rosenberg zwei weitere Bücher im Hoheneichen-Verlag. Gegen den Katholizismus richtete sich seine Schrift An die Dunkelmänner unserer Zeit (1935), gegen den Protestantismus seine Schrift Protestantische Rompilger (1937).
Gestützt wurde diese Gegenoffensive von weiteren Publikationen. So veröffentlichte Matthes Ziegler, NS-Theologe und Mitarbeiter im Amt Rosenberg, 1938 die Schrift Der Protestantismus zwischen Rom und Moskau, 1938 der Religionswissenschaftler Wilhelm Brachmann die Schrift Alfred Rosenberg und seine Gegner. 1939 folgte von dem Wissenschaftler Otto Gros die Schrift Erläuterungen zum „Mythos des 20. Jahrhunderts“, deren ersten Auflage aufgrund mangelnder Überzeugung zum größten Teil eingestampft werden musste. Ebenfalls 1939 erfolgte dann die Publikation der theologischen Schrift Illusion oder Wirklichkeit? mit dem Untertitel „Offenbarungsdenken und mythischer Glaube“, die ebenfalls von Matthes Ziegler verfasst wurde. 1940 schloss sich thematisch daran das Handbuch der Romfrage an, ein auf rassenideologischer Grundlage verfasstes Nachschlagewerk, das, wie Rosenberg im Vorwort anmerkte, mit dem Ziel verfasst wurde, „eine geistige Ordnung in der geschichtlichen Vorstellungswelt und Ideenbildung herbeizuführen“. Vermutet wird, dass dieses Handbuch, das gelistet Begriffe mit den Anfangsbuchstaben A bis K enthält, nur für den Dienstgebrauch gedruckt wurde. Die letzte Publikation zum „Mythos“ erschien im Jahre 1943 von dem Philosophen Alfred Baeumler, Leiter für das Aufbauamt der „Hohen Schule“, unter dem Titel Alfred Rosenberg und der Mythus des 20. Jahrhunderts. Baeumler verfasste auch die Einleitungen zu zwei Sammelbänden, die Rosenbergs – vornehmlich bereits publizierten – Frühschriften aus den Jahren 1917 bis 1923 enthalten (Notizen, Bücher, Zeitungsartikel), und ebenfalls 1943 im Hoheneichen-Verlag erschienen sind.
Unterdessen war das Verlagsprogramm weiterhin von Neuerscheinungen explizit antisemitischer Schriften geprägt. Neue Bücher, in denen ausdrücklich das Thema „Judentum“ aufgegriffen wurde, waren für den Verlag bis zum Ende des Zweiten Weltkriegs charakteristisch. Zwischen 1936 und 1939 wurde das Thema Kapitalismus, das Eckart bereits 1919 in sein Verlagsprogramm aufnahm, in drei Publikationen nochmals stereotyp in einem Zusammenhang mit dem Judentum gebracht. Mit zu diesem Programm gehörte auch die Zeitschrift Der Weltkampf, die seit 1924 unter der Leitung von Alfred Rosenbergs stand, zuerst im Deutschen Volksverlag und ab 1941 von Rosenbergs Institut zur Erforschung der Judenfrage herausgegeben und vom Hoheneichen-Verlag verlegt wurde. 1943 erschienen dann vier Publikationen zum Thema „Judenfrage“ in einer Reihe mit dem Titel „Kleine Weltkampfbücherei“, bei der das Institut zur Erforschung der Judenfrage erneut als Herausgeber in Erscheinung trat. Im Jahre 1944 wurde das Thema Judentum mit einer weiteren antibolschewistischen Schrift ein letztes Mal wiederholt.

### Ausbau zum „weltanschaulich-wissenschaftlichen Verlag“
Seit 1929, dem Jahr der Übernahme des Hoheneichen-Verlags durch den Eher Verlag, nahm zudem der Themenkomplex der NS-Volkskunde (im Sinne einer Familien- und Rassenlehre) einen festen und gewichtigen Platz im Verlagsprogramm ein. Begonnen wurde in diesem Bereich mit lyrischen Schriften des 1900 in Genthin geborenen NS-Dichters Otto Bangert, der bis 1943 mehrere Schriften über den Verlag publizierte. Für Rosenberg war die Volkskunde ein bedeutsamer Teil seines Kirchenkampfes, indem er diese als eine „positive Ergänzung“ seines Kampfes begriff. Zwischen 1939 und 1943 wurde sodann eine Reihe von volkskundlichen Schriften veröffentlicht, denen ein wissenschaftlicher sowie politischer Anspruch zugrunde lag. 1939 publizierte der promovierte mythografische Volkskundler und spätere Erzählforscher Karl Cyrill Andreas Paganini, alias Karl Haiding, seine Schrift Kinderspiel und Volksüberlieferung im Hoheneichen-Verlag. Der 1906 geborene Andreas Paganini hatte italienische Familienwurzeln, wohnte in der Steiermark und benutzte durchgängig den Namen Karl Haiding (auch in der Nachkriegszeit). 1928 wurde er Mitglied in Rosenbergs Kampfbund für deutsche Kultur, später Leiter des Referats „Volkstumsarbeit“ in der Reichsjugendführung und Mitarbeiter in Rosenbergs Institut für deutsche Volkskunde. Mitarbeiterin von ihm war die promovierte Wiener Volkskundlerin Elli Zenker-Starzacher, mit der er unter der Leitung von Alfred Karasek-Langer ein volkskundliches Forschungsprojekt in Ungarn durchgeführt hatte. 1941 folgte dann die Veröffentlichung von Zenker-Starzachers Buch Eine deutsche Märchenerzählerin aus Ungarn im Hoheneichen-Verlag.
Vertreter einer speziellen Richtung der Volkskunde, der Dialektologie, war der 1889 in Rhoden bei Waldeck geborene Sprachwissenschaftler Bernhard Martin. Martin, der 1939 im Hoheneichen-Verlag die populärwissenschaftliche Schrift Die deutsche Volkssprache publizierte, hatte eine enge Verbindung zur parteiamtlichen Organisation „Arbeitsgemeinschaft deutsche Volkskunde“. Über seine Berufung an die Spitze der „Mittelstelle deutsche Volkssprache“ führte sein Weg im Jahre 1942 in die Leitung der „Forschungsstelle Deutsche Volkssprache“; eine Abteilung, die zum Institut für deutsche Volkskunde der „Hohen Schulen“ von Rosenberg gehörte. Ebenfalls 1939 wurde programmatisch die Schrift Volkskunde auf rassischer Grundlage von Matthes Ziegler, der seit 1937 Leiter der „Reichsarbeitsgemeinschaft für deutsche Volkskunde“ war, neu verlegt (zuvor Eher-Verlag). Nicht zuletzt Martins und Zieglers Publikationen waren erklärtermaßen an dem praktisch-politischen Auftrag gebunden, dass die Wissenschaft letztlich eine Funktion bei der Legitimation und Durchsetzung des Nationalsozialismus übernehmen müsse. Beide Schriften wurden als Publikationen der „Schriftenreihe über Deutsche Volkskunde für die Schulungs- und Erziehungsarbeit der NSDAP“ gekennzeichnet, herausgegeben vom „Beauftragten des Führers für die Überwachung der gesamten geistigen und weltanschaulichen Schulung und Erziehung der NSDAP“ (Alfred Rosenberg). Weitere Veröffentlichungen dieser Reihe aus demselben Jahr waren: Das germanische Erbe in der deutschen Volkskultur von Ernst Otto Thiele, Bundesleiter des Bund Deutscher Osten, sowie Germanisches Glaubensgut in Runen und Sinnbildern von Karl Theodor Weigel.
Die zwischen Max Amann, Direktor des Eher-Verlags, und Alfred Rosenberg am 31. Oktober 1938 getroffene Vereinbarung, den Hoheneichen-Verlag zu einem „weltanschaulich-wissenschaftlichen Verlag“ auszubauen, zeichnete sich in den Publikationen nunmehr deutlich ab. Autoren, wie Hermann Reischle, Ernst Otto Thiele, Hans Strobel und Karl Haiding, glaubten an eine historische Kontinuität des „Germanischen“ und richteten dementsprechend die Ergebnisse in ihren Forschungsgebieten (Bauern, Bräuche, Volkstanz) ideologisch aus. Eine Schaltstelle dieser volkskundlichen Ideologie war die „Reichsarbeitsgemeinschaft für deutsche Volkskunde“ vom Amt Rosenberg, die zwischen 1939 und 1944 sechs Hefte der Reihe Vierteljahresschrift der Arbeitsgemeinschaft für Deutsche Volkskunde über den Hoheneichen-Verlag verlegte. Mit zu dieser „Reichsarbeitsgemeinschaft“, die unter der Leitung von Matthes Ziegler stand, gehörten unter anderem Karl Haiding, Karl Heinz Henschke, Karl Ruprecht, Thilo (Theodor) Scheller, Hans Strobel, Ernst Otto Thiele und Erich Kulke. Der 1908 in Frankfurt/Oder geborene Architekt und Siedlungsplaner Erich Kulke, publizierte 1939 gleich zwei Schriften über den Hoheneichen-Verlag: Vom deutschen Bauernhof sowie Die Laube als ostgermanisches Baumerkmal. Hinzu kam im selben Jahr eine kleine Broschüre mit dem Titel Das Dreitimpenbrot des Archäologen Helmuth Plath sowie das Buch Politik, Technik und Geist von Fritz Nonnenbruch, leitender Wirtschaftsredakteur des Völkischen Beobachter. Nonnenbruch, geboren 1895 in Bordeaux, setzte in seinem Buch eine Klammer zwischen Technik und biologistischer Ideologie, indem er die großen historischen Entwicklungslinien der Technik aufgespürt zu haben glaubte, Technik als Ausdruck von „rassebedingter Genialität“ verstand und zugleich ein „völkisches Schöpfertum“ propagierte. Nonnenbruchs Denkstil war, wie 1941 die Begründung der Ablehnung der Straßburger Universität bezüglich einer Anfrage nach seiner Berufung vonseiten der NSDAP unter anderem lautete, vorwiegend journalistischer Natur, für den keine wissenschaftliche Maßstäbe angelegt werden können. Auch um sich gegen derartige Widerstände wappnen zu können, wurde mit dem Aufbau der „Hohen Schule“ begonnen.

### Verlag des Rosenberg-Projekts „Hohe Schule der NSDAP“
Die zwischen Amann und Rosenberg Ende 1938 getroffene Vereinbarung, den Verlag für die Publikationen dieser Schule zu nutzen, zeigte sich an der Auswahl der Autoren für das geistesgeschichtliche Verlagsprogramm. Der Projektleiter für den Aufbau der „Hohen Schule“, Alfred Baeumler, ließ fortan seine akademischen NSDAP-Kandidaten in diesem Verlag veröffentlichen, z. B. Wolfram Steinbeck. Der Theologe Hans Grünewald, Mitarbeiter im Amt Rosenberg, Schüler von Alfred Baeumler und mit ihm beteiligt am Aufbau der Hohen Schule, publizierte 1939 die Schrift Die pädagogischen Grundsätze der Benediktinerregel.
1940 folgte von Friedrich Kopp und Eduard Schulte im Rahmen der NS-Westforschung ein Buch Der Westfälische Frieden, das antisemitische Äußerungen enthält sowie eine Interpretation des Kriegsgeschehens, bei der die antipapistische gegenüber der antifranzösischen Tendenz überwog. Der 1908 in Treptow geborene Friedrich Kopp, zum Zeitpunkt der Publikation dieser Schrift ebenso Assistent am Institut für politische Pädagogik, war über mehrere Jahre Mitarbeiter von Baeumler im Amt Rosenberg. 1941 schloss sich an diese Publikationsserie eine Dissertationsschrift über den Verlagsgründer Dietrich Eckart von Wilhelm Grün an, die bei Karl d’Ester und Karl Alexander von Müller an der Ludwig-Maximilians-Universität in München vorgelegt wurde; 1942 sodann das Buch Kaiser Ludwig der Bayer im Kampfe um das Reich von Karl Wimmer sowie 1943 Frau und Mutter – Lebensquell des Volkes von Hans Hagemeyer, Leiter der „Reichsstelle zur Förderung des deutschen Schrifttums“ und dem „Amt Schrifttumspflege“ im Amt Rosenberg, in einer Doppelauflage. Der Titel von Hagemeyers Buch geht auf die gleichnamige Propagandaausstellung zurück, die von der Dienststelle Rosenberg mit organisiert wurde und 1939 – wenige Monate nach Kriegsbeginn – erstmals zu sehen war.

### Rassistische Europapläne unter antisemitischen Vorzeichen
Ab 1938, ein Jahr vor dem Beginn des Zweiten Weltkriegs, war das Verlagsprogramm durch Europapläne im Sinne von Rosenberg und seinen Mitarbeitern stark mitgeprägt. 1939 erfolgte die Publikation des Buchs Europa und der Osten, das von Hans Hagemeyer und Georg Leibbrandt, Hauptstellenleiter in Rosenbergs Außenpolitisches Amt (APA), herausgegeben wurde. Bei diesem Buch handelt es sich um den Begleitband zur Ausstellung „Europas Schicksalskampf im Osten“, die rund ein halbes Jahr nach dem „Anschluss Österreichs“ für den Reichsparteitag in Nürnberg im Jahre 1938 organisiert wurde. In der Ausstellung ging es – neben einem geschichtlichen Abriss der Ostkämpfe der „nordisch-indogermanischen Völker“ und einer Darstellung deren Leistungen – insbesondere darum, dem Publikum vorzuführen, dass die „wechselvolle Ostpolitik des Ersten Reichs“ sowie „das Zeitalter der Entdeckungen“ die „Schicksalsaufgabe im Osten vergessen ließ, bis schließlich zum Weltkrieg und dem hemmungslosen Einbruch des Judentums“, wie sich Hanns Kerrl ausdrückte. Otto Brunner, dessen Werk konstant von dem Gedanken einer Bedrohung Europas durch den Osten gekennzeichnet war, publizierte in diesem Buch anonym einen Beitrag mit dem Titel Die Ostmark Europas. Als eigentliches Problem galt den Autoren dieses Buches indessen die „bolschewistische Gefahr“.
Alexander Nikuradse, ein aus Georgien emigrierter Geopolitiker, der unter dem Pseudonym „A. Sanders“ schrieb, publizierte zwischen 1938 und 1943 insgesamt fünf Bücher im Hoheneichen-Verlag. So 1938 das Buch Um die Gestaltung Europas, in dem er eine kontinentaleuropäische Idee im Sinne eines „Arier-Großraums“ postulierte. Für Nikuradse war dabei die Gründung von souveränen, gesonderten Staaten nicht von Interesse. Vielmehr sollten die umfangreichen Territorien des europäischen Russland als Hinterland eines Großgermanischen Reichs sowie als ein Reservoir für Arbeitskräfte, Rohstoffe und Nahrungsmittel zur Verfügung stehen. 1941, als Rosenberg im Zuge des militärischen Angriffs auf Russland sein Reichsministerium für die besetzten Ostgebiete aufbaute und das Institut „Kontinentaleuropäische Forschung“ als eine Tarnorganisation dieses Ministeriums einrichtete, wurde in der Folge Nikuradse als Institutsleiter bestellt. Noch im selben Jahr ließ Nikuradse sein Buch Um das Erbe Großbritanniens verlegen. 1942 folgte von Nikuradse, gleichsam Rosenbergs Chefberater in Kaukasusfragen (noch vor Arno Schickedanz), ein geschichtlicher Umriss von Kaukasien sowie sein Buch Osteuropa in Kontinentaleuropäischer Schau. Daran schloss sich 1943 die letzte Schrift an, die er in diesem Verlag veröffentlichte, Die Stunden der Entscheidung.
Ebenfalls 1943 ließ das Amt Rosenberg ein Buch mit dem Titel Ostaufgaben der Wissenschaft mit der Anmerkung „Nur für den Dienstgebrauch“ im Hoheneichen-Verlag veröffentlichen. Diese Schrift ist auf die „Osttagung deutscher Wissenschaftler“ zurückzuführen, die unter der Ägide von Alfred Rosenberg im März 1942 in Berlin stattfand. Darin enthalten sind unter anderem Referate von Georg Leibbrandt und Gerhard von Mende. Letzterer kam darin zu dem Schluss, dass eine Transformation der Völkerkunde in eine Völkerpsychologie stattfinden müsse, da ihm die „ersten flüchtigen Untersuchungen an Sowjetkriegsgefangenen“ gezeigt hätten, dass vorhandene Rassebegriffe nicht „auf das rassische Erscheinungsbild des Ostraumes“ zuträfen. Und Werner Markert (1905–1965) plädierte in seinem darin enthaltenen Aufsatz Geschichtsbildende Kräfte – auch aus militärischen Überlegungen – für mehr „Verständnis und Entgegenkommen“ der Deutschen im Umgang mit der „rassisch“ als wertvoll geltenden Randbevölkerung des russischen Kolonialreichs, da diese vom sowjetischen Zentralismus „mechanisch“ unterdrückt worden sei. Dasselbe galt allerdings nicht, wie sich bis zuletzt im Verlagsprogramm zeigte, für die jüdische Bevölkerung. Noch 1944, als sich die militärische Niederlage der deutschen Wehrmacht immer deutlicher abzeichnete, wurde das Thema „jüdischer Bolschewismus“ von Heinrich Härtle, Leiter für Geisteswissenschaften im Amt Rosenberg sowie der „Arbeitsgemeinschaft zur Erforschung der bolschewistischen Weltgefahr“, mit dem Pamphlet Die ideologischen Grundlagen des Bolschewismus noch ein letztes Mal explizit aufgegriffen. Die Kernaussage dieses Buchs war Härtles Glaube, dass die natürlichen Triebe und Affekte des „Ostmenschen“ aufgrund jüdischer Einflüsse, insbesondere einer Verbindung zwischen „jüdischer Ideologie und ostslawischer Natur“, nicht mehr zur Geltung kämen. Ohne diese Verbindung wäre, wie er sich eine neue Dolchstoßlegende zusammenbastelte, die Rote Armee bereits besiegt worden. Ein Exemplar des Buchs, das ein Vorwort von Rosenberg enthält, wurde am 16. August 1944 an Hitler übersandt. Zur Publikation des Manuskripts von Gerd Wunder vom Einsatzstab Reichsleiter Rosenberg mit dem Titel Die Mauer fällt, das ebenfalls das Thema Bolschewismus zum Inhalt hatte, kam es wegen des Kriegsverlaufs nicht mehr.

## Nachdrucke
Neben den zahlreichen Nachdrucken und zum Teil veränderten Neuauflagen, die der Verlag selbst publizierte, folgten nach 1945 in Deutschland so gut wie keine Nachdrucke der veröffentlichten Schriften. Ausnahmen sind das zuletzt veröffentlichte Buch Die ideologischen Grundlagen des Bolschewismus, das 1955 Heinrich Härtle in einer modifizierten Fassung mit dem abgeänderten Untertitel Der geistige Angriff des Ostens unter dem Pseudonym „Helmut Steinberg“ im Holsten-Verlag publizierte sowie das erstmals 1940 vom Hoheneichen-Verlag veröffentlichte Buch zum Thema „Westfälischer Friede“, das in Deutschland im Jahre 1988 vom Faksimile-Verlag nachgedruckt wurde. Bereits 1982 hatte der Faksimile-Verlag ein 1933 veröffentlichtes Sammelwerk publiziert, das unter anderem die von Eckart veröffentlichte Schrift Der Bolschewismus von Moses von seinen Anfängen bis Lenin enthält.